# Олейник, Алексей Васильевич
Алексе́й Васи́льевич Оле́йник (22 февраля 1947 – 21 декабря 2008) – учёный, доктор технических наук, профессор кафедры конструкции авиационных двигателей Национального аэрокосмического университета им Н.Е. Жуковского «ХАИ».

## Биография
Родился в Комсомольске-на-Амуре. В 1971 году окончил Харьковский авиационный институт. С 1968 года работал на кафедре конструкции авиационных двигателей ХАИ на научных должностях, с 1990 года совмещал преподавательскую и научную деятельность. С 2007 года занимал должность профессора кафедры.

## Научная и преподавательская деятельность
Доктор технических наук, профессор кафедры конструкции авиационных двигателей А.В. Олейник в начале своей научной деятельности занимался высокотемпературными пленочными термопарами, используемыми для моделирования температурных полей сложных турбинных лопаток газотурбинных двигателей. С участием А. В. Олейника в 1970 году в числе первых в мировой практике был получен результат в виде температурных полей и определения условий теплообмена снаружи и внутри лопаток в серии экспериментов на стенде Запорожского машиностроительного конструкторского бюро непосредственно на двигателе на разных режимах его работы без привлечения косвенных данных. В начале 70-х годов А. В. Олейник  применил фильтр Кальмана для решения обратных задач теплопроводности некорректно поставленных, потенциально неустойчивых. Также в начале 70-х годов А.В. Олейник начал работы по разработке миниатюрных приемников лучистых тепловых потоков для управления нагревом полноразмерных ракет при их испытаниях на переменных нагревах и охлаждениях в условиях космического низкотемпературного вакуума (так называемые термовакуумные испытания ракет и космических летательных аппаратов). В ноябре 1983 года А. В. Олейник защитил кандидатскую диссертацию в Ленинградском институте точной механики и оптики (ЛИТМО) на тему: «Методы измерения тепловых потоков в вакууме и разреженных средах измерительными преобразователями калориметрического типа». Перейдя в 1990 году на преподавательскую работу, А. В. Олейник продолжает научную деятельность и в начале двухтысячных годов занялся разработкой компьютерно-информационных технологий учета выработки ресурса основными деталями двигателя в процессе его эксплуатации. В 2006 году блестяще защитил докторскую диссертацию на тему «Концепция и методы мониторинга выработки ресурса авиационных ГТД на основе идентификации динамики температурного и напряженного состояния основных деталей»
Имеет 97 научных публикаций, 2 авторских свидетельства.

## Увлечения
В конце 60-х и начале 70-х годов А.В. Олейник капитан первой команды КВН ХАИ, которая вышла на всесоюзную сцену клуба КВН в г. Москве и г. Ленинграде. 
В конце 60-годов разработал ставшую легендой «Теорию лигрилы» (литр градус на рыло) – пособие для планирования банкетов, юбилеев и всевозможных пирушек.

## Основные публикации
- Высокотемпературные пленочные термопары для термометрии деталей газотурбинных двигателей // Методы и средства диагностики газотурбинных двигателей: Сб. науч. тр. - Харьков, ХАИ, 1989. - С. 105-115.
- Олейник А. В. Оптимизация термонапряженного состояния охлаждаемых лопаток турбин // Авиационно-космическая техника и технология: Сб. науч. тр. - Харьков: Гос. аэрокосмический ун-т "ХАИ", 1998. - Вып. 5 (тематический). - С. 282-286.
- Олейник А. В. Тепловая защита лопаток турбин воздушными завесами. // Консп. лекций. Харьков: Гос. аэрокосмический ун-т "Харьк. авиац. ин-т", 1999. - 36 с.
- Олейник А. В. Диагностические модели термонапряженного состояния деталей ГТД на нестационарных режимах // Авиационно-космическая техника и технология: Сб. науч. тр. - Харьков: Гос. аэрокосмический ун-т "ХАИ", 2000.-Вып. 19. Тепловые двигатели и энергоустановки. - С. 219-222.
- Комплекс программно-методических средств для учета выработки ресурса авиационного ГТД в системах диагностической обработки его параметров / Д.Ф. Симбирский, А.В. Олейник, В.А. Филяев и др.// Авиационно-космическая техника и технология: Сб. науч. тр. – Харьков: Нац. аэрокосмический ун-т «ХАИ», 2001. – Вып. 26. Двигатели  и энергоустановки. – С. 163-166.
- Олейник А. В. Температурные напряжения в деталях турбинных двигателей: Консп. лекций.-Харьков: Нац. аэрокосмический ун-т "Харьк. авиац. ин-т", 2002. - 65 с.
- Олейник А. В. Эксплуатационный мониторинг температурного состояния детали газотурбинного двигателя как задача динамики конечно-элементной модели в пространстве состояний /А.В. Олейник// Авиационно-космическая техника и технология: науч.-техн.журн.-2004. - №4(12) – с. 38-42.
- Олейник А. В. Применение адаптивных многокомпонентных моделей для контроля систем ГТД /А.В. Олейник //Авиационно-космическая техника и технология: науч.-техн. журн. – 2008. - № 9(56). – С. 188-191.